# Miroslav Votava
Miroslav Votava (Praga, 25 aprile 1956) è un allenatore di calcio ed ex calciatore cecoslovacco naturalizzato tedesco, di ruolo centrocampista.

## Carriera

### Giocatore

#### Club
Centrocampista, iniziò a giocare da bambino in Cecoslovacchia, nelle giovanili del Dukla Praga fino a quando, nel 1968, si trasferì in Germania Ovest. In BRD, Votava giocò fino al 1973 nelle giovanili del VfL Witten, poi nel 1974 fu acquistato dal Borussia Dortmund, a quel tempo militante in Zweite Bundesliga.
Dal 1982 al 1985 giocò con gli spagnoli dell'Atlético Madrid 95 partite segnando 9 reti. Nel 1985 fu ceduto al Werder Brema, squadra dove Votava, grazie alla guida di Otto Rehhagel, conquistò i suoi maggiori successi in ambito calcistico. Con il Werder, di cui divenne anche capitano, vinse due Bundesliga (1988, 1993), due coppe di Germania (1991, 1994) e una Coppa delle Coppe nel 1992.
Terminò la sua carriera nel 1997 nell'VfB Oldenburg, in seconda divisione.
Con 546 presenze è il quarto primatista di partite giocate in Bundesliga ed è il giocatore più anziano ad avere segnato in massima serie (40 anni e 121 giorni contro lo Stoccarda).

#### Nazionale
Pur essendo nato in Cecoslovacchia, il centrocampista scelse di giocare per la Germania Ovest. Con i Nationalelf giocò in totale 5 partite e disputò il vittorioso campionato d'Europa 1980.

### Allenatore
Finito di giocare, Votava allenò per circa un anno e mezzo l'Union Berlino, quindi ha allenato le giovanili del Werder Brema.

## Palmarès

### Club

#### Competizioni nazionali
- Coppa di Spagna: 1

Atletico Madrid: 1984-1985
- Campionato tedesco occidentale: 2

Werder Brema: 1987-1988, 1992-1993
- Coppa di Germania: 2

Werder Brema: 1990-1991, 1993-1994
- Supercoppa di Germania: 3

Werder Brema: 1988, 1993, 1994

#### Competizioni internazionali
- Coppa delle Coppe: 1

Werder Brema: 1991-1992

### Nazionale
Germania Ovest
- Campionato d'Europa: 1

1980